# Wołyń (Podlesie)
Wołyń – przysiółek wsi Podlesie w Polsce położony w województwie łódzkim, w powiecie bełchatowskim, w gminie Zelów.
W latach 1975–1998 miejscowość należała administracyjnie do województwa piotrkowskiego.